# EISPACK
EISPACK は固有値および固有ベクトルを計算するための、FORTRANで書かれた数値計算ライブラリである。9種類の行列に対する計算を実装している。それぞれは複素数の一般行列、エルミート行列、実数の一般行列、実数の対称行列、実数の対称帯行列、実数の対称三角行列、実数の三角行列、一般化実数行列、一般化対称実数行列、である。また特異値分解を行うルーチンも含まれている。
元々は1972-1973年に、LINPACKやMINPACKと同様に米国アルゴンヌ国立研究所で開発された。開発に当たっては移植性、実行の堅牢性、信頼性に重点を置いて実装され、常に自由ソフトウェアであった。EISPACKは、ジェームズ・H・ウィルキンソンが元々ALGOLで開発したアルゴリズムを採用している。EISPACKの開発をアルゴンヌ国立研究所で主導したブライアン・スミスは当初、ウィルキンソンの ALGOL ルーチンを FORTRAN に移植することから開発をスタートした。その後、大学の学部生でインターンとしてアルゴンヌに来ていたジャック・ドンガラが開発に加わった。彼は後にEISPACKやLINPACKを置き換えることになるLAPACKを開発した。